# Forte da Ponta da Bandeira
O Forte da Ponta da Bandeira, igualmente denominado como Forte do Pau da Bandeira, Forte de Nossa Senhora da Penha de França ou Forte do Registo, é um monumento militar na cidade de Lagos, na região do Algarve, em Portugal. Situa-se à entrada da barra de Lagos, num local que foi de grande importância para a defesa marítima de Lagos. Foi construído no século XVII, como um dos principais componentes de um sistema de fortificações marítimas para defender a cidade, então sede do governo militar do Algarve. Sofreu graves danos pelo Sismo de 1755, mas foi reparado pouco depois. Foi alvo de obras de restauro no século XIX, e nas décadas de 1950 e 1960 foi profundamente modificado pelo Estado Novo, transformando-se num centro náutico. Foi transferido para a Câmara Municipal de Lagos na década de 1970, passando a ter funções culturais. No seu interior é de especial interesse uma pequena capela dedicada a Santa Bárbara, totalmente forrada com azulejos seiscentistas. Está classificado como Imóvel de Interesse Público desde 2002. É considerada uma das estruturas militares seiscentistas em melhores condições de conservação no Algarve.

## Descrição
O forte situa-se no Cais da Solaria, junto ao oceano e à Ribeira de Bensafrim, local que era de grande importância estratégica, uma vez que se situava junto às muralhas, mas com acesso privilegiado à baía. Desta forma, podia proteger tanto o acesso aos cais como os lados Sudeste e nascente das muralhas, e permitia o cruzamento de fogo com os baluartes da Porta da Vila e do Castelo dos Governadores. Complementaria também a artilharia do castelo, que não era considerada muito eficaz contra as embarcações inimigas. Fazia parte do sistema de defesa costeiro de Lagos, que incluía igualmente as fortificações da Meia Praia, Almádena, Zavial, Porto de Mós, Pinhão, Ponta da Piedade e Vera Cruz da Figueira.

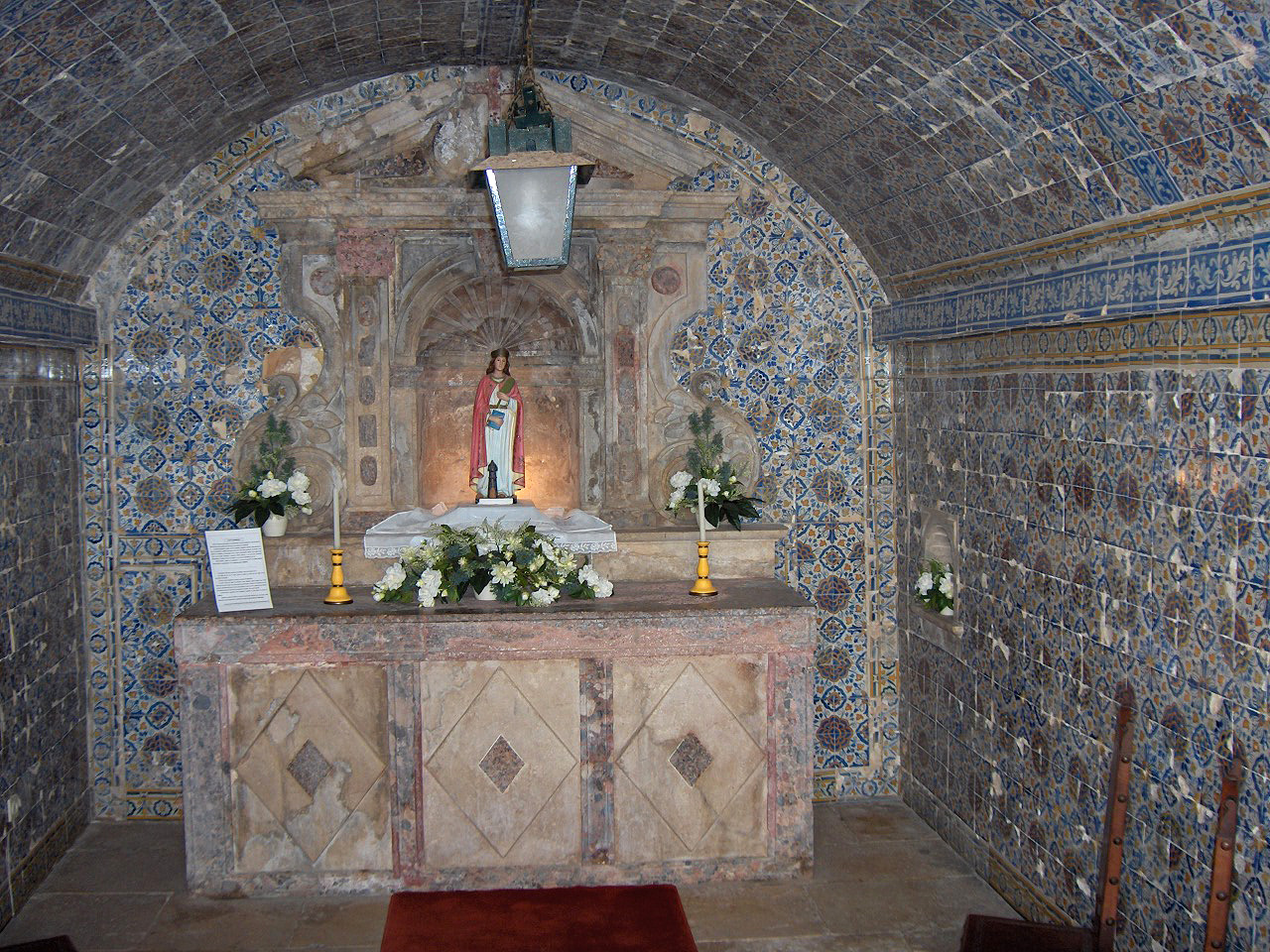
Capela no interior do Forte da Ponta da Bandeira

Na altura da sua construção, o Forte da Ponta da Bandeira era considerado como um dos mais avançados no Algarve. Foi planeado no âmbito da guerra da artilharia, apresentando uma planta de forma quadrangular regular, com volumes baixos e paredes de grande espessura nos lados virados para o oceano. Foi construído em alvenaria. O acesso ao terraço superior é feito através de uma rampa. O edifício é parcialmente rodeado por um fosso, tendo só uma entrada, numa das paredes cegas, que é acedida através de uma ponte levadiça. Por cima da entrada possui uma pedra de armas, e uma lápide a informar que a construção foi iniciada pelo Conde de Sarzedas e concluída pelo Marquês de Niza. Em cada um dos quatro ângulos tem uma guarita de forma cilíndrica, com cúpulas lobuladas, de inspiração orientalista, emulando as presentes na Torre de Belém, em Lisboa. Estas guaritas foram inseridas durante as obras de restauro em meados do século XX, uma vez que os originais não foram reconstruídos na sequência das obras após o Sismo de 1755. No interior existiam originalmente aquartelamentos para a guarnição e a palamenta, que após a conversão do forte num espaço cultural, foram ocupados por várias salas para exposições e um restaurante. Destaca-se igualmente uma capela dedicada a Santa Bárbara, de pequenas dimensões, só com uma nave e sem capela-mor, totalmente forrada de azulejos seiscentistas.
O Forte da Ponta da Bandeira é considerado como uma das principais e melhor conservadas fortificações do século XVII na região do Algarve, sendo considerado como um dos símbolos de Lagos. É um poucos exemplares sobreviventes da antiga rede de fortificações que protegiam a cidade, encontrando-se ainda em bom estado e quase inalterada, ao contrário das restantes estruturas. Foi classificado como Imóvel de Interesse Público pelo Decreto 5/2002, de 19 de Fevereiro.

## História

### Antecedentes e construção
Nos finais do século XVI, durante o Domínio espanhol de Portugal, a região do Algarve era considerada de grande importância, tendo-se verificado a instalação de uma rede de fortificações costeiras. Porém, esta situação mudou na centúria seguinte, com o início da guerra da independência, quando se deu uma maior atenção às fronteiras terrestres, enquanto que a costa algarvia passou a ser de importância periférica, tendo apenas sido introduzidos alguns pequenos fortes, conhecidos como baterias, que tinham funções mais ligadas à vigilância e defesa restrita. Esta situação resultou igualmente das más condições em que se encontravam as frotas militares espanholas, e devido à assinatura do acordo de paz com a Holanda.
Após o final da Guerra da Restauração, voltou a dar-se uma maior importância às defesas costeiras do Algarve, uma vez que a região passou a ser frequentemente atacada por piratas e corsários. Desta forma, ponderou-se a instalação de uma rede de fortificações para defender a cidade de Lagos, que era nessa altura a sede do governo militar do Algarve. Uma destas estruturas foi o Forte da Ponta da Bandeira, que começou a ser construído em 1679 ou 1683, por ordem do Conde de Sarzedas, Governador do Reino do Algarve, e Luís Lopo da Silveira, Capitão General da mesma região, tendo sido concluído em 1690, já sob a orientação do Marquês de Nisa D. Francisco Luís Baltasar António da Gama. Segundo os documentos da época, o seu director das obras foi o capitão de engenharia Inácio Pereira, não tendo ficado registado o nome do arquitecto. A capela terá sido construída desde logo com o forte, uma vez que os azulejos no seu interior também datam do século XVII. Era nessa altura considerado como um dos mais avançados na região do Algarve, sendo o reflexo de várias décadas do desenvolvimento da arquitectura militar portuguesa, que levaram a uma profunda modificação em todos os sistemas defensivos marítimos no país, que se iniciou a partir da segunda metade do século XVII, e só terminou durante o século seguinte. Com efeito, a fortaleza apresenta uma forma muito simples, sendo apenas um quadrado com um terraço elevado virado para o oceano, com várias canhoneiras, exemplificando a mudança nas políticas militares após a Guerra da Restauração, em que se reduziu o interesse em grandes fortalezas costeiras, preferindo-se em vez disso a instalação de várias pequenas fortificações. A resistência da sua construção e a sua localização estratégica fez com que tivesse permanecido relativamente intacta, enquanto que as restantes fortificações foram muito modificadas ou destruídas ao longo dos anos.

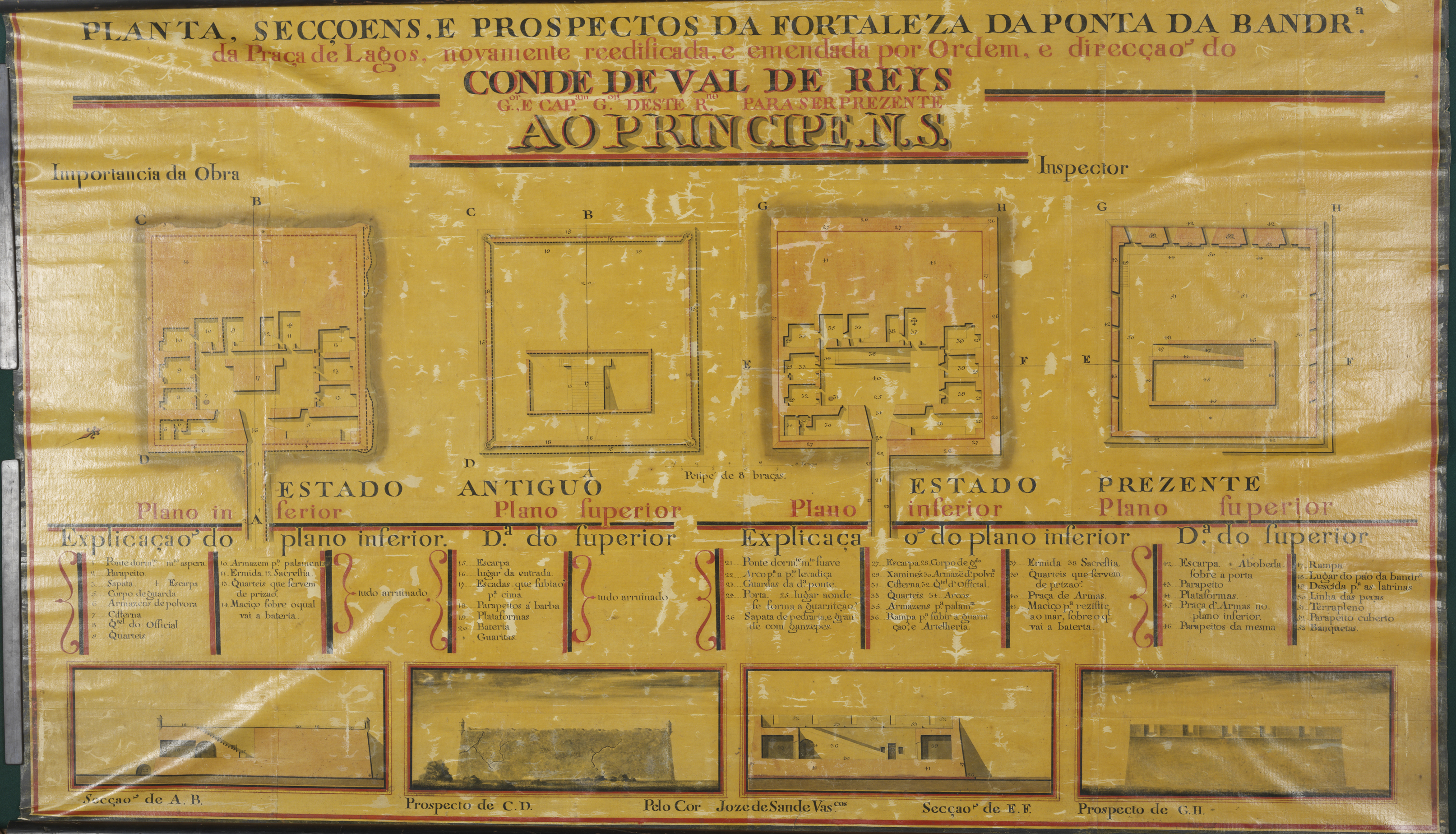
Planta do forte, nos finais do século XVIII

### Séculos XVIII e XIX
O Forte da Ponta da Bandeira foi muito danificado pelo Sismo de 1755, mas um documento de 1758 relata que já tinha sido reparado. Nos programas de reconstrução após o sismo deu-se prioridade às estruturas de defesa, de forma a proteger as populações, como relatou o documento de 1758: «acha-se esta cidade no estado mais deplorável, que imaginar se pode não só por ser a que padeceu neste Reino o maior estrago, e por se achar exposta a qualquer invasão de inimigos que com facilidade se pode fazer na meia Praia por ter de longitude uma légua toda descoberta e sem defesa.». Em 1769, foi emitido um ofício sobre o estado geral em que se encontrava o forte, relatando que tinha sofrido danos devido à força das águas do oceano.
Um alvará de 1805 do príncipe regente ordenou que o forte ficasse dependente da Praça Forte de Lagos. Nesta centúria a estrutura já estava a mostrar sinais de decadência, pelo que em 1826 foi alvo de obras de restauro por parte do Ministério da Guerra, que no entanto apenas incidiram sobre as muralhas. Em 1828, o forte albergou quarenta presos políticos, que foram depois levados para as prisões de Lagos e de Faro. Num artigo do jornal O Panorama de 5 de Novembro de 1842 sobre a cidade de Lagos, é relatado que a fortaleza da Ponta da Bandeira funcionava igualmente como registo, e que tanto esta como a da Meia-Praia eram incapazes de defender eficazmente a baía, por não terem a guarnição e artilharia adequadas. Em 1849, foi elaborada a relação dos trabalhos e o correspondente orçamento, para a instalação de um equipamento de suspensão para a ponte levadiça, documentos executados pelo major do Corpo de engenheiros, José da Silva Carvalho, e pelo capitão comandante interino do Material de Artilharia, Alexandre José de Barros. Em Dezembro de 1883, o jornal O Liberal alertou para as avançadas condições de degradação em que se encontravam os alicerces da fortaleza, devido aos efeitos das ondas, tendo criticado a falta de obras de reparação, ainda mais que era então o único forte armado na cidade.

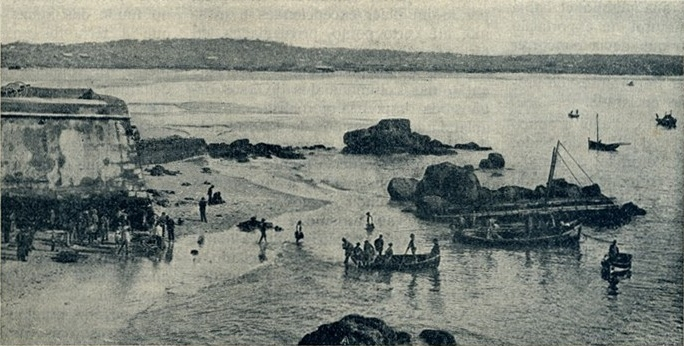
Fotografia da Praia do Cais da Solaria, publicada na Revista de Turismo, em 1916. O Forte da Ponta da Bandeira surge sem as guaritas circulares, instaladas apenas em 1956.

### Séculos XX e XXI

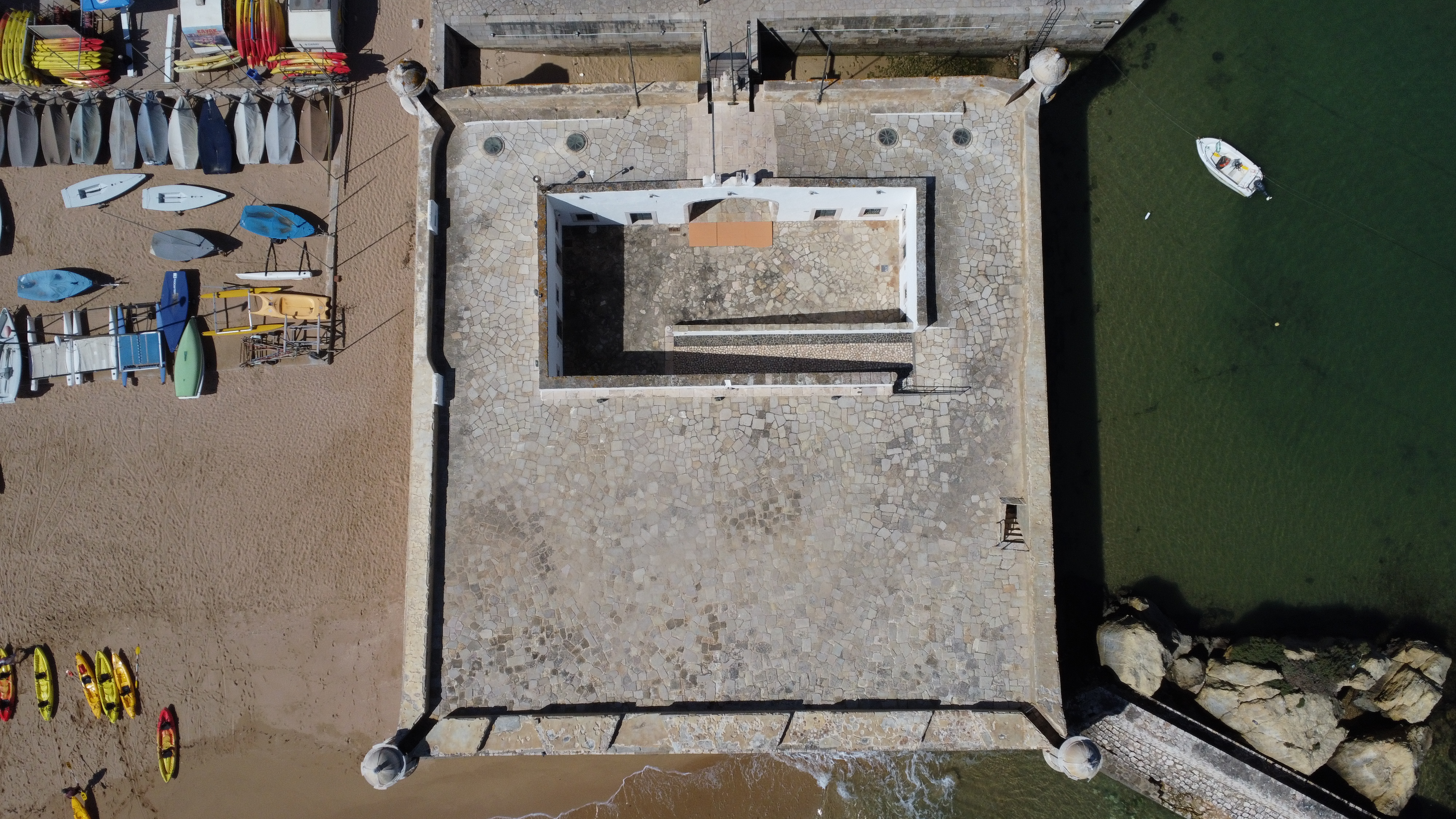
Vista aérea do Forte, em Março de 2023.

No século XX, o forte foi alvo de várias campanhas de obras, que levaram a grandes alterações na sua estrutura. Uma das maiores intervenções foi iniciada em 1956, quando foi instalado um Centro Náutico da Mocidade Portuguesa, tendo sido reforçada a estrutura e profundamente modificado o interior, de forma a permitir a instalação de salas de ensino, arrecadações e outras funções. O programa incluiu, entre outras obras, trabalhos de conservação na capela, eliminação de duas aberturas e obras de reparação da muralha, remoção de várias paredes no interior, construção de instalações sanitárias, fornecimento de electricidade, instalação de um monta-cargas para barcos no terraço, reconstrução dos pavimentos nos espaços interiores e exteriores e a construção de quatro guaritas em cantaria, uma em cada cunhal. Foram criadas novas salas no interior, incluindo lavabos, arrecadações para material náutico, e uma sala de instrução e outra de estar. As obras continuaram no ano seguinte, tendo sido feitos vários acabamentos e pavimentos, e continuada a instalação das redes de esgotos e fornecimento de água e electricidade. Em 1960, foi instalado um pavimento de lajedo de pedra no pátio, aplicada cantaria nos muros, construído o fosso e a ponte levadiça, e montado um farolim na doca anexa ao forte. Em 1970 foram executadas várias obras de manutenção, incluindo reconstrução de rebocos, substituição dos equipamentos sanitários e pintura de portas e da ponte levadiça, e no ano seguinte continuaram os trabalhos de reparação, tanto no interior como nas muralhas.
Nos finais da década de 1970, o forte foi vendido pelo Ministério do Exército à Câmara Municipal de Lagos, que sediou no seu interior o Centro de Estudos Marítimos e Arqueológicos de Lagos. Posteriormente, várias salas foram aproveitadas para exposições temporárias, e para um pólo museológico relativo aos Descobrimentos Portugueses, e em 1994 foi instalado um restaurante. Em 1996 e de 2002 a 2003 foram feitas novas obras de remodelação, tendo a intervenção de 1996 incluído a substituição de uma gárgula em pedra. Na cobertura do forte foi organizada uma exposição permanente de escultura, com as obras do artista lacobrigense José Maria Pereira. Em 19 de Fevereiro de 2002, o Forte da Ponta da Bandeira foi classificado como Imóvel de Interesse Público. Em 30 de Maio de 2019, o Dia do Consulado Alemão em Lagos foi celebrado no Forte da Ponte da Bandeira. Nos anos que antecederam a Pandemia de Covid-19, chegou a ser o segundo monumento mais visitado em Lagos, com cerca de quarenta mil visitantes por ano.
Em Outubro de 2022, o Museu Municipal de Lagos estava a planear o desenvolvimento do Forte da Ponta da Bandeira do ponto de vista museológico, tendo a coordenadora geral do museu, Elena Móran, expicado que o monumento «hoje não passa de um miradouro e, no entanto, podia explicar a história das fortificações costeiras e da economia ligada ao mar». Em 2022 foi encerrado ao público. Num artigo publicado em 21 de Junho de 2023 no jornal Correio de Lagos, o engenheiro Carlos Medina Ribeiro criticou a forma como a fortaleza se encontrava encerrada ao público, e alertou para a existência de graves problemas de conservação, principalmente na muralha voltada para o oceano e no pontão que lhe ficava adossado, que estavam a ameaçar ruína. Entrevistada pela SIC Notícias em Janeiro de 2024, a arqueóloga Elena Morán explicou que «O forte está muito exposto a toda a erosão do vento e do mar e requer de manutenções continuadas. Essas obras de manutenção aconteceram pela última vez entre 2002 e 2003 exatamente em todo o piso superior». Acrescentou que «o que está previsto é requalificar este edifício para o adaptar a um núcleo museológico do museu de Lagos que terá como tema "Lagos e o mar" e que nos vai permitir abordar vários aspetos para além da praça de guerra de Lagos e da importância da defesa da costa na jurisdição desta praça, que abrangia desde Aljezur até Portimão. E nomeadamente, todo o uso das armações de pesca, das pescas artesanais e, mais recentemente, das indústrias conserveiras». Segundo a agência noticiosa, a Câmara Municipal de Lagos estava a planear a elaboração de um estudo para analisar o monumento e os seus problemas estruturais, programa que estava inserido no Plano Regional de Intervenções Prioritárias do Algarve. Também em 2024, o Partido Social Democrata alertou para as más condições de conservação em que se encontravam os fortes da Ponta da Bandeira e da Meia Praia.

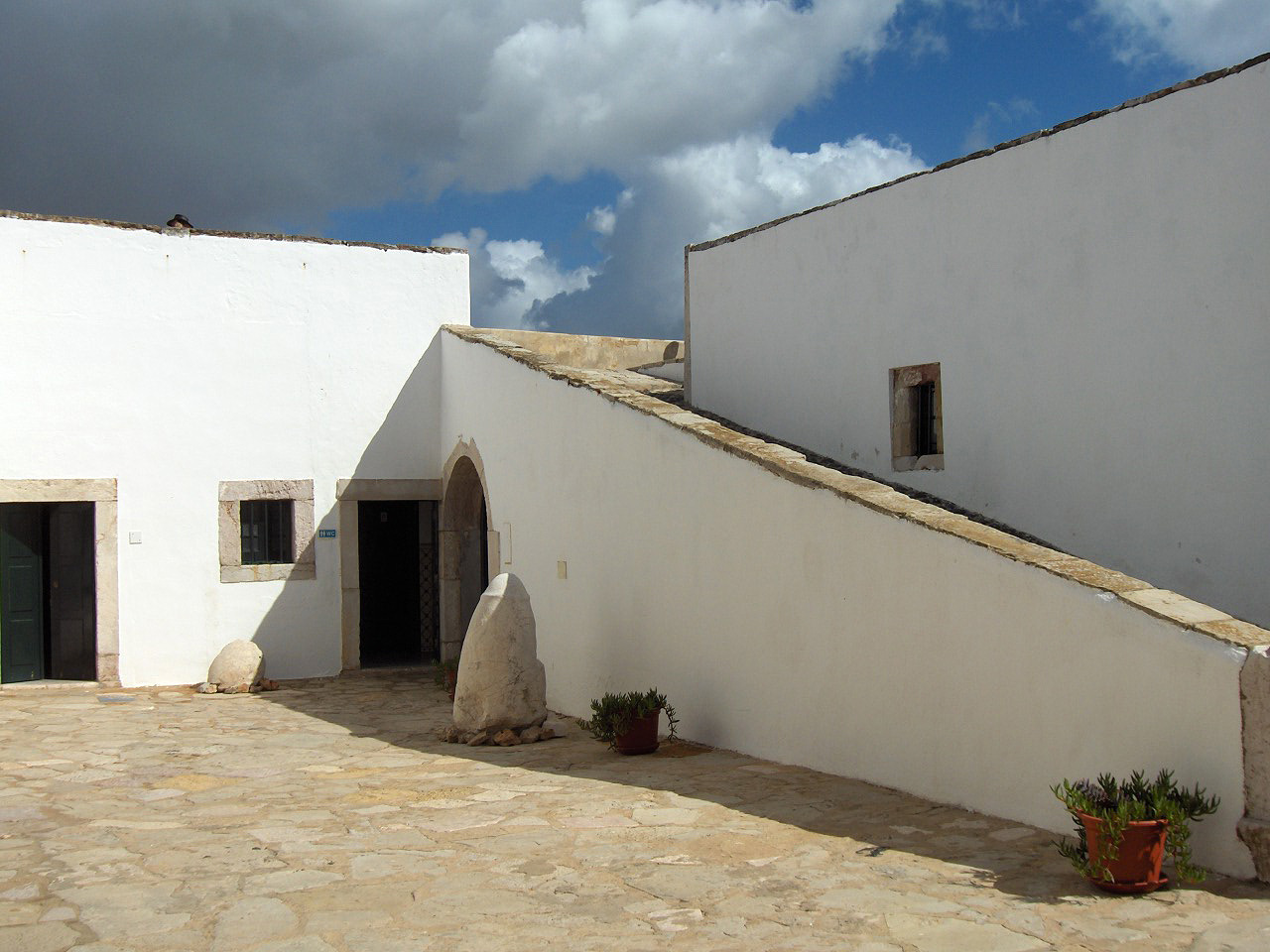
Pátio no interior do forte, em 2006.